# Festival panafricain du cinéma de Ouagadougou 1985
Le FESPACO 1985 est la 9e édition du Festival panafricain du cinéma de Ouagadougou. Il se déroule du 23 février au 2 mars 1985 à Ouagadougou au Burkina Faso.
Le thème de cette édition est « Cinéma et libération des peuples et le colloque est intitulé Littérature et cinéma africain ».
Le film Histoire d'une rencontre de Brahim Tsaki décroche l'Étalon de Yennenga,.

## Contexte
Alimata Salambéré devant suivre son mari Emmanuel Salambéré, nommé en 1983 ambassadeur de la Haute-Volta, elle propose à Thomas Sankara de nommer Filippe Savadogo à sa place comme secrétaire général du Fespaco. Elle raconte que le conseil des ministres hésite devant son jeune âge (29 ans) mais qu'elle rappelle à Sankara qu'il n'a lui-même que 35 ans. Filippe Savadogo est donc nommé au poste pour l'édition 1985, et y restera 12 ans. Il est vite persuadé que la survie du festival passe par « une promotion vigoureuse le hissant comme un vecteur essentiel de la diplomatie culturelle », ce qui implique de renforcer sa dimension continentale.
Selon Gaston Kaboré, Thomas Sankara « a insufflé un extraordinaire dynamisme au développement des médias d'information, au cinéma et à la culture ». Le nombre de salles passe de 15 à 50. Une Semaine nationale de la Culture (SNC) est instituée et la première radio privée du pays, Horizon FM, peut voir le jour. « Il a su utiliser la vitrine du Fespaco pour promouvoir ses propres idées politiques et enraciner davantage cette manifestation dans la pan-africanité dont elle se réclamait ». Il soutient par ailleurs l'Union nationale des cinéastes voltaïques (UNCV) devenue l'Union nationale des cinéastes du Burkina (UNCB), et aide à obtenir une appui financier de l'Union européenne pour organiser le 3ème congrès de la FEPACI durant le festival. A l'issue de ses travaux, le congrès élit Gaston Kaboré comme secrétaire général et décide le transfert du siège de la fédération de Dakar à Ouagadougou. Le Burkina Faso fournit des locaux sur l’avenue Kwamé Nkrumah. 
Le thème « Cinéma et libération des peuples » est illustré dans les rues par des banderoles comme « Libérez les écrans africains », « Fespaco 1985, arme de la libération des peuples » ou « Fespaco 1985, hommage aux peuples en lutte ».
On note cependant une résistance des cinéastes qui souhaitent conserver la maîtrise de leurs films. « Nous ne voulons pas être enrôlés par un dirigisme politique, même pour la bonne cause », déclare Ousmane Sembène à Catherine Ruelle sur RFI. Alors que pour Kwesi Owusu (en), « on a tendance à un peu trop idéaliser cette période », John Akomfrah pense que « le projet de Sankara reposait sur une éthique prométhéenne qui supposait qu'en tant que dirigeant national, vous pouviez contrôler la culture nationale ».
Au niveau de l'organisation panafricaine de la distribution et de la production, 1984 est l'année de la faillite du CIDC (Consortium interafricain de distribution cinématographique) et de CIPROFILM (Centre interafricain de production de films) qui avaient commencé à fonctionner en 1979,. La question de la production et diffusion des films en Afrique est posée de plus belle.

## Déroulement
Cette édition marque « la politisation sans précédent du Fespaco ». Lors de son discours lors de l'inauguration de la place des cinéastes le 24 février 1985, Ousmane Sembène reprend la célèbre phrase de Sankara : « Notre cinéma ne sera pas de 24 images par seconde, mais de 24 vérités par seconde ! ». Il participe le 28 février, lors d'une journée largement médiatisée, à « la Bataille du rail », en compagnie des autres cinéastes africains présents, pour « exprimer notre solidarité avec le peuple burkinabè dans sa lutte pour le développement ». Le prolongement de la voie ferrée en provenance d'Abidjan vers Kaya puis vers le manganèse de Tambao et enfin le Niger devait permettre de transporter les minerais et contribuer au désenclavement du Burkina Faso, mais la dissolution en 1989 de la Régie des chemins de fer Abidjan-Niger à la suite de désaccords entre la Côte d’Ivoire et le Burkina Faso mit un terme à ce chantier. Le 24 février, la Révolution Démocratique Populaire (RDP) organise une marche de soutien aux cinéastes. Dans cette optique, le cinéma est un cinéma pour le peuple. L'éveil d'une conscience de civilisation africaine lui incombe. Il s'agit donc de mettre le cinéma à la portée de la plus grande masse, ce que permettent les projections populaires et la décentralisation qui ne concerne plus seulement Bobo-Dioulasso mais dont l'extension restera limitée à cette édition « par manque d'implication des autorités locales ».
Un programme de films latino-américains est proposé, en liaison avec le Festival du film de la Havane, fondé en 1979. Selon Lindiwe Dovey, cela tient au fait que Thomas Sankara « était largement inspiré par son admiration pour la révolution cubaine ».
Les organisations de libération sont également invitées, telles que l'ANC, représentée par le cinéaste Lionel Ngakane, sachant que le Fespaco a boycotté les films officiellement sud-africains jusqu'en 1995 et n'a présenté que les films issus de l'ANC. Sont également invitées, la SWAPOet l'OLP. Une rétrospective sur les épopées de la guerre d'Algérie est organisée. Une quarantaine de réalisateurs sont invités.
L'artisanat fait son apparition au festival avec la création de la « rue marchande » (sur l'avenue de l'Indépendance entre le siège du Fespaco et l'Hôtel Indépendance) pour « réhabiliter les autres aspects de notre culture nationale, jusqu'alors simple toile de fond ». Il s'agissait de montrer concrètement les bijoux, instruments et tissus que l'on voit dans les films et pouvoir les acheter en souvenir. L'idée en avait été lancée par Moustapha Laabli Thiombiano, homme de médias ami de Sankara, qui l'a organisée sur l'avenue de l'Indépendance.
Le colloque Littérature et cinéma africain réunit notamment des écrivains comme Mongo Beti ou Kitia Touré, des cinéastes comme Ousmane Sembène ou Haïlé Gerima. Il aborde surtout les notions de représentation, de vraisemblance et de fidélité au texte original dans les adaptations. Haïlé Gerima y suggère que la littérature orale est une source d'inspiration plus riche et authentique .
Des projections spéciales de films de la diaspora ont lieu et un séminaire réunissant les cinéastes et historiens afro-américains est organisé à l'Institut africain d'éducation cinématographique (INAFEC) sur les questions de distribution, coproduction et échanges entre étudiants et chercheurs. Manthia Diawara indique que la question de la participation future des cinéastes de la diaspora à la compétition officielle est posée mais qu'« à défaut de donner leur accord, les cinéastes ont décidé d'étudier la question ».
Créé en 1983, le Marché international du film africain (MIFA) regroupe 22 longs métrages et 23 courts et moyens dans les stands de visionnage réservés aux acheteurs.
Chiffres. Selon Hamidou Ouédraogo, les films sont issus de 33 pays africains et de 22 pays non-africains, neuf organisations internationales et mouvements de libération ainsi que 500 participants étrangers sont invités, le nombre de spectateurs est estimé à 300 000.

## Palmarès
| Prix                                         | Lauréat                         | Film                                    | Pays                 |
| Grand prix Étalon de Yennenga                | Brahim Tsaki                    | Histoire d'une rencontre                | Algérie              |
| Prix du 7 art                                | Ruy Duarte                      | Nelisita                                | Angola               |
| Prix Oumarou Ganda                           | Paul Zoumbara                   | Jours de tourments                      | Burkina Faso         |
| Prix du meilleur court métrage               | Nangaoma Ngoge, Ron Mulvihill   | Mariaamu's Wedding                      | Tanzanie, États-Unis |
| Prix de la meilleure musique                 | Pierre Akendengué               | Les Coopérants                          | Cameroun             |
| Prix de la meilleure image                   | Nacer Khémir                    | Les Baliseurs du désert                 | Tunisie              |
| Prix de la critique internationale           | King Ampaw (en)                 | Kukurantumi, Road to Accra              | Nigeria              |
| Prix de la ville de Ouagadougou              | Séverin Akando                  | Histoire d'une vie                      | Bénin                |
| Prix de la meilleure interprétation féminine | Clarion Churuwah (rôle de Yemi) | Money Power d'Ola Balogun               | Nigeria              |
| Prix de la caméra d'or                       | Chris Hesse pour son cadrage    | Solidarity in Struggle                  | Ghana                |
| Prix de la perche d'or                       | Fawzi Thabet (preneur de son)   | Les Baliseurs du désert de Nacer Khémir | Tunisie              |
| Prix du meilleur scénario                    | Roger Kwami Mambu Zinga         | N'Gambo                                 | Zaïre                |
| Prix du meilleur spectateur                  | Adama Dioup                     |                                         | Burkina Faso         |
| Prix du public,                              | Euzhan Palcy                    | Rue Cases-Nègres                        | France               |

La création du prix de l'Organisation de l'Unité africaine marque la reconnaissance du Fespaco de la part des instances continentales.

## Autres films projetés
Ont été remarqués par divers auteurs,, avec notamment des films de la diaspora :
| Cinéaste             | Film                     | Pays          |
| Ola Balogun          | Money Power              | Nigeria       |
| Benoît Ramampy       | Dahalo, Dahalo           | Madagascar    |
| Roger Gnoan M'Bala   | Ablakon                  | Côte d'Ivoire |
| Mustapha Alassane    | Kokoa                    | Niger         |
| Menelik Shabazz (en) | Burning an Illusion (en) | Barbade       |
| Larry Clark          | Passing Through (en)     | États-Unis    |
| Kathleen Collins     | Losing Ground (en)       | États-Unis    |

18 courts métrages sont présentés au festival.